# Achyrocline crassiceps
Achyrocline crassiceps es una especie de la familia Asteraceae. Es endémica de Colombia.

## Descripción
Sub-arbusto de 25 a 50 cm de altura. Tallo robusto con pocas ramas erectas, muy hojosas, densamente lanoso-tomentoso con tricomas cinéreos (color ceniza) o fuscescentes (color marrón), minutamente glandular-puberulenta debajo de la lana. Hojas alternas, elípticas, oblogo-elípticas o obovado-elípticas, ápice obtuso o agudo, base cordada o ampliamente redondeada, sésil, al igual que el tallo densamente lanoso-tomentosa con pelos cinéreos, fuscescentes u ocroleucos (color amarillo pálido), quintuplinervia. Sinflorescencias en glomérulos subglobosos terminales. Capítulos sésiles; con 5 flores, 2-3 pistiladas y 2-3 hermafroditas; involucro blancuzco o ligeramente rojizo, filarias subiguales, cerca de 11, oblongas u oval-oblongas, con el ápice obtuso o redondeado, a veces las internas apiculadas, escariosas. Corolas pistiladas, filiformes, 4-denticuladas, escasamente pubescentes en la punta; corolas hermafroditas finamente cilíndricas, 5-denticuladas, escasamente pubescentes en la punta. Aquenios elipsoides, glabros. Pappus caduco, con las cerdas blanquecinas.

## Taxonomía
Achyrocline crassiceps fue descrita por Sidney Fay Blake y publicada en Contributions from the United States National Herbarium 22(8): 596, pl. 57. 1924.